# Pierre Bérard

a Compétitions nationales et continentales officielles uniquement.

b Matchs officiels uniquement.
Dernière mise à jour le 23 septembre 2023.
Pierre Bérard (né le 23 mai 1991) est un joueur de rugby à XV français. Il évolue au poste d'arrière. Il peut également évoluer aux postes d'ailier et de centre. 

## Biographie
Formé à l'école de rugby des Rives d'Hérault, puis au Stade piscenois, le club de rugby de Pèzenas, Pierre Bérard rejoint le Montpellier Hérault rugby en 2007, à l'âge de 16 ans. 
Il joue son premier match en Top 14 le 13 août 2010 contre Biarritz au stade Aguilera. Il rentre à la 64e minute du match et inscrit son premier essai en professionnel dans les dernières secondes, mais cela n'est pas suffisant pour voir son équipe l'emporter (défaite 30 à 22). Sa première titularisation viendra une semaine plus tard, le 20 août 2010, lors de la réception du Racing Métro 92 au stade Yves-du-Manoir de Montpellier (victoire 36 à 19).
En 2013, il joue régulièrement avec son club et il signe donc un contrat de trois ans avec le MHR. Cependant, en janvier 2016, alors qu'il est moins utilisé au sein de son club (deux matchs depuis le début de la saison 2015-2016), il est prêté au Stade rochelais pour la fin de la saison. 
En juin 2016, il signe au Castres olympique pour deux ans. Il est champion de France en 2018.
En juin 2018, il rejoint le club de Béziers.

## Carrière

### Clubs successifs
- 2007-2015 : Montpellier Hérault rugby
- 2016: Stade rochelais  (prêt)
- 2016-2018 : Castres olympique

### En sélections nationales
- Sélections avec l'équipe de France des moins de 20 ans (participation à la Coupe du monde 2011 en Italie)
- Sélections en équipe de France moins de 19 ans
- Sélections en équipe de France moins de 18 ans

## Palmarès
- Championnat de France :
  - Champion : 2018 avec le Castres olympique.
- Vice-champion : 2011 avec le Montpellier HR.
- Champion de France Espoirs en 2013 avec le Montpellier HR.